# Agrochola hippophaes
Agrochola hippophaes är en fjärilsart som beskrevs av Rossi 1794. Agrochola hippophaes ingår i släktet Agrochola och familjen nattflyn. Inga underarter finns listade i Catalogue of Life.